# 2019年の国際連合
2019年の国際連合 （2019ねんのこくさいれんごう）では、2019年の国際連合とその関係機関に関する出来事について記述する。

## 主要幹部職
- 国際連合事務総長
  - 第9代:  アントニオ・グテーレス （2017年1月1日 - ）
- 国際連合副事務総長
  - 第5代:  アミナ・モハメド （2017年1月1日 - ）
- 国際連合総会議長
  - 第73代:  マリーア・フェルナンダ・エスピノーサ＝ガルーセ （2018年9月18日 - 2019年9月17日）
  - 第74代:  Tijjani Muhammad-Bande （2019年9月17日 - 2020年9月15日）

## できごと

### 1月
- 1月1日 - ソマリア政府は内政への干渉を理由にニコラス・ヘイソム（英語版）国連事務総長特別代表を「ペルソナ・ノン・グラータ」として国外追放すると発表した[1]。
- 16日
  - 世界各地の国連職員を対象にしたセクハラについての初の大規模調査で、33％が過去2年間に被害を受けたと訴えたと発表した[2]。
  - 国連安保理、イエメン内戦をめぐる昨年12月の部分的な和平合意を確実に実施するため、国連監視団を現地に派遣する決議を全会一致で採択した[3]。

### 3月
- 3月15日 - ケニアの首都ナイロビで開かれていた国連環境総会は、深刻化するプラスチックによる海洋汚染への取り組みなどを盛り込んだ閣僚宣言を採択した[4]。

### 9月
- 9月17日 - ナイジェリアのTijjani Muhammad-Bande、第74代国際連合総会議長に就任。

### 12月
- 12月2日-13日 - 第25回気候変動枠組条約締約国会議。